# Plectranthus caespitosus
Plectranthus caespitosus là một loài thực vật có hoa trong họ Hoa môi. Loài này được Lukhoba & A.J.Paton miêu tả khoa học đầu tiên năm 2003 publ. 2004.